# Francesco de Pinedo
Francesco de Pinedo (Napoli, 16 febbraio 1890 – New York, 2 settembre 1933) è stato un aviatore e generale italiano, distintosi brillantemente come aviatore nel corso della prima guerra mondiale, dove fu decorato con tre medaglie d'argento, una croce di guerra al valor militare, e una medaglia di bronzo al valore di Marina. Insignito della croce di cavaliere dell'Ordine militare di Savoia, fu un noto trasvolatore nel corso degli anni venti. Nominato sottocapo di Stato Maggiore della Regia Aeronautica, entrò in forte dissidio con Italo Balbo e dovette dimettersi dall'incarico. Perse la vita nel tentativo di compiere un volo in solitaria dalla lunghezza record di 6 300 miglia da New York a Baghdad.

## Biografia

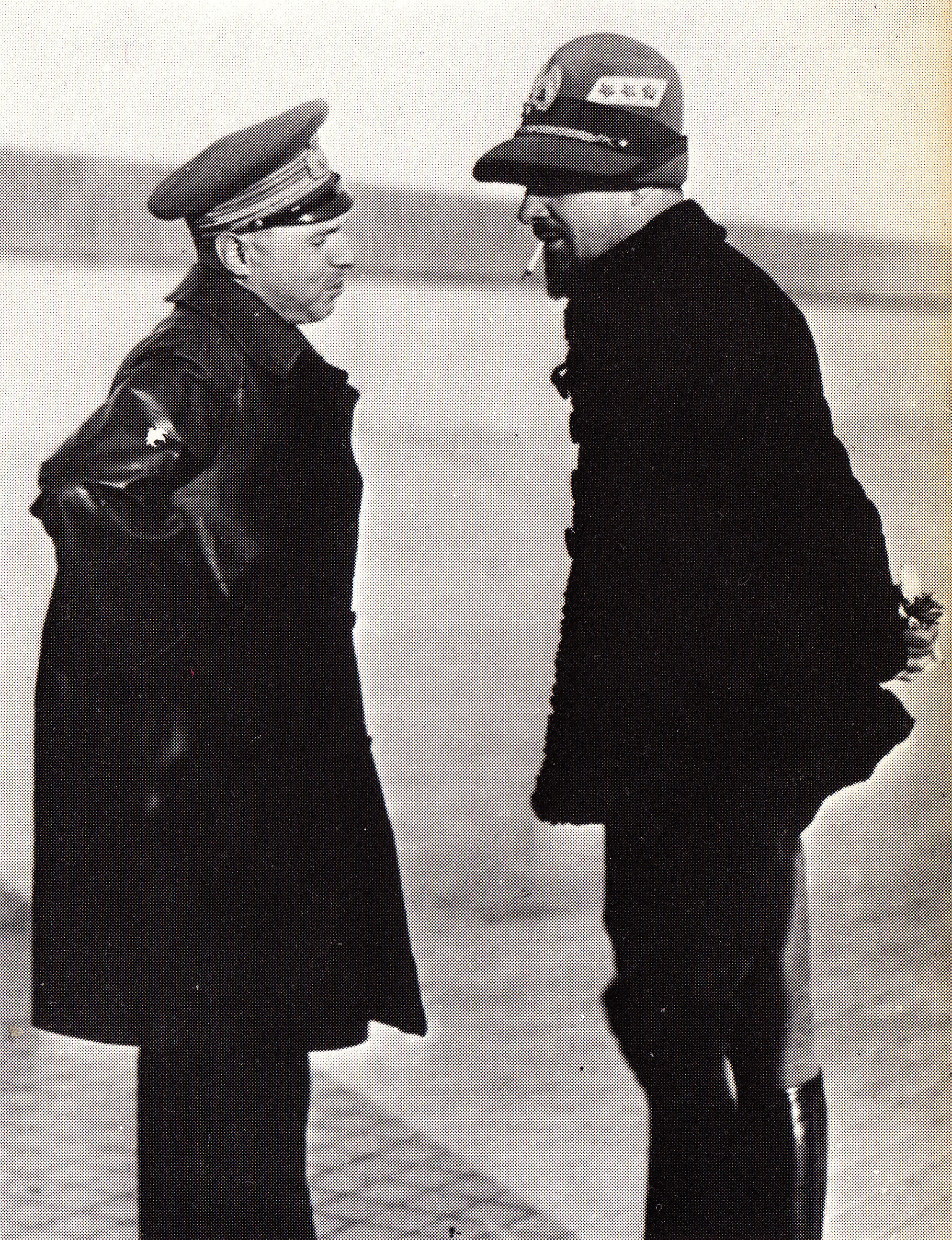
Francesco de Pinedo e Italo Balbo a Elmas, nel 1927.

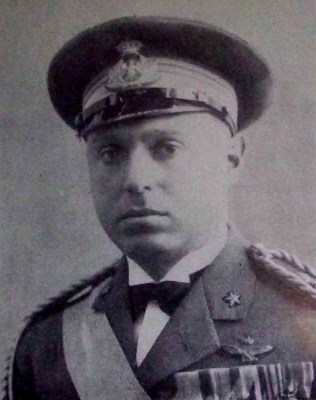
Il generale Francesco de Pinedo.

Nacque a Napoli il 6 febbraio 1890, all'interno di una famiglia di origini nobili, figlio di Alberto e di Livia De Bada. Nel 1908, all'età di 18 anni, dopo aver conseguito la licenza liceale, si arruola nella Regia Marina entrando nell'Accademia navale di Livorno; con atto 4 dicembre 1909 contrasse la ferma di sei anni e fu iscritto nel Corpo di stato maggiore.
Imbarcato come aspirante guardiamarina sulla corazzata Vittorio Emanuele, partecipa alla guerra italo-turca del 1911-1912, dove assiste al primo impiego bellico degli aeroplani. Promosso guardiamarina l'11 ottobre 1911, si distinse nel corso della battaglia di Bu Meliana dove fu decorato con la medaglia di bronzo al valor militare. Divenuto guardiamarina operò in Egeo, partecipando alla battaglia per l'occupazione di Rodi del 1912. Sottotenente di vascello dal febbraio 1914, all'entrata in guerra del Regno d'Italia presta servizio sul cacciatorpediniere Intrepido come tenente di vascello, passando poi sull'Indomito su cui operò nel Mare Adriatico, e poi assumendo, nel 1917, il comando di un piroscafo requisito con il quale prese parte alle operazioni di evacuazione dell'esercito serbo.
Nel luglio 1917 frequentò il corso di pilotaggio presso la scuola di pilotaggio di Taranto, e due mesi dopo ottiene il brevetto di pilota militare di idrovolante.
Entra quindi a far parte del Servizio Aeronautico della Marina come pilota. Assegnato dapprima all'idroscalo di Otranto (10 ottobre 1917) e poi a quello di Brindisi (1 marzo 1918), partecipando dall'ottobre del 1917 a numerose missioni belliche sul basso Adriatico distinguendosi per le sue doti di organizzatore e per il suo coraggio.
Il 1º gennaio 1918 è al comando della 256ª Squadriglia, su FBA Type H e Macchi M.5, compiendo missioni di ricognizione, venendo decorato con croce al merito di guerra. Il 25 aprile 8 aerei della 255ª Squadriglia tra cui il suo, in qualità di comandante Gruppo Squadriglie, bombardano gli hangar e le navi a Durazzo. Prima dell'alba del 9 giugno 1918 gli austriaci attaccano da Durazzo con 14 idrovolanti e lui con il sottotenente di vascello Umberto Maddalena, comandante della 262ª Squadriglia, ed altri compiono una rappresaglia sulla base nemica. Alla fine del conflitto risultava decorato con tre medaglie d'argento, una Croce di guerra al valor militare, la Military Cross britannica e la Croix de guerre con palma francese.
Nel 1919 fu assegnato in servizio al Comando aeronautico del Basso Adriatico, e nel 1920 transitò presso quello del Basso Tirreno. Nel 1921 fu inviato a Costantinopoli al comando della cannoniera Archimede, rimanendo a disposizione della locale Ambasciata d'Italia. Nel 1922 ritornò in Italia assumendo il comando aeronautico del Basso Adriatico a Napoli. Divenuto capitano di corvetta, quando il 23 marzo 1923 fu costituita la Regia Aeronautica chiese di transitarvi in servizio e nel maggio 1923 fu assegnato al II Raggruppamento idrovolanti.
Il 16 ottobre 1923 entrò nel Corpo di Stato maggiore della nuova Forza Armata. Il 23 febbraio assunse la carica di Capo di stato maggiore del Comando generale dell'Aeronautica, e il 10 marzo venne promosso al grado di tenente colonnello.

### Il raid a Melbourne

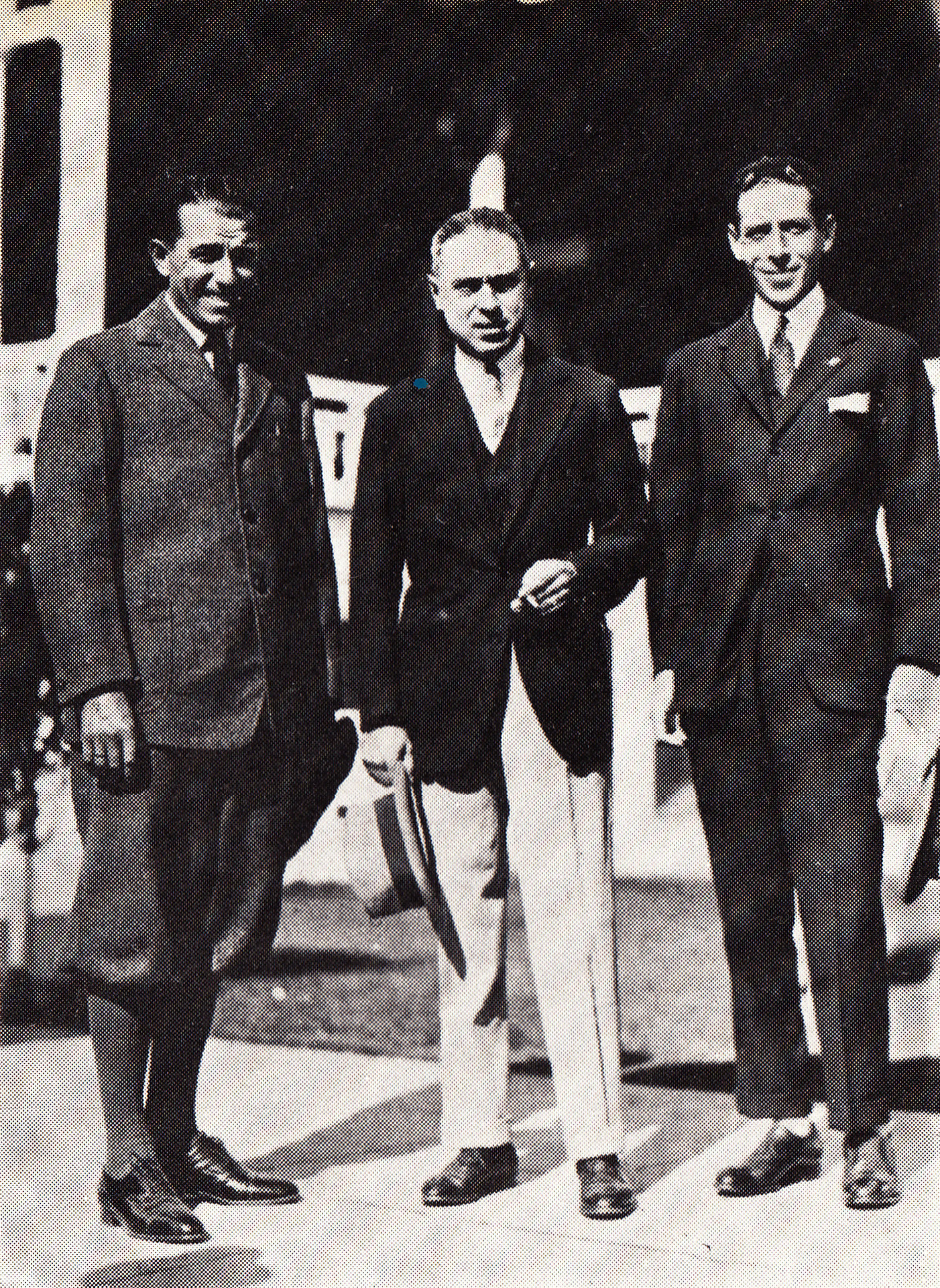
L'equipaggio formato da Carlo Zacchetti, Francesco de Pinedo e Carlo Del Prete.

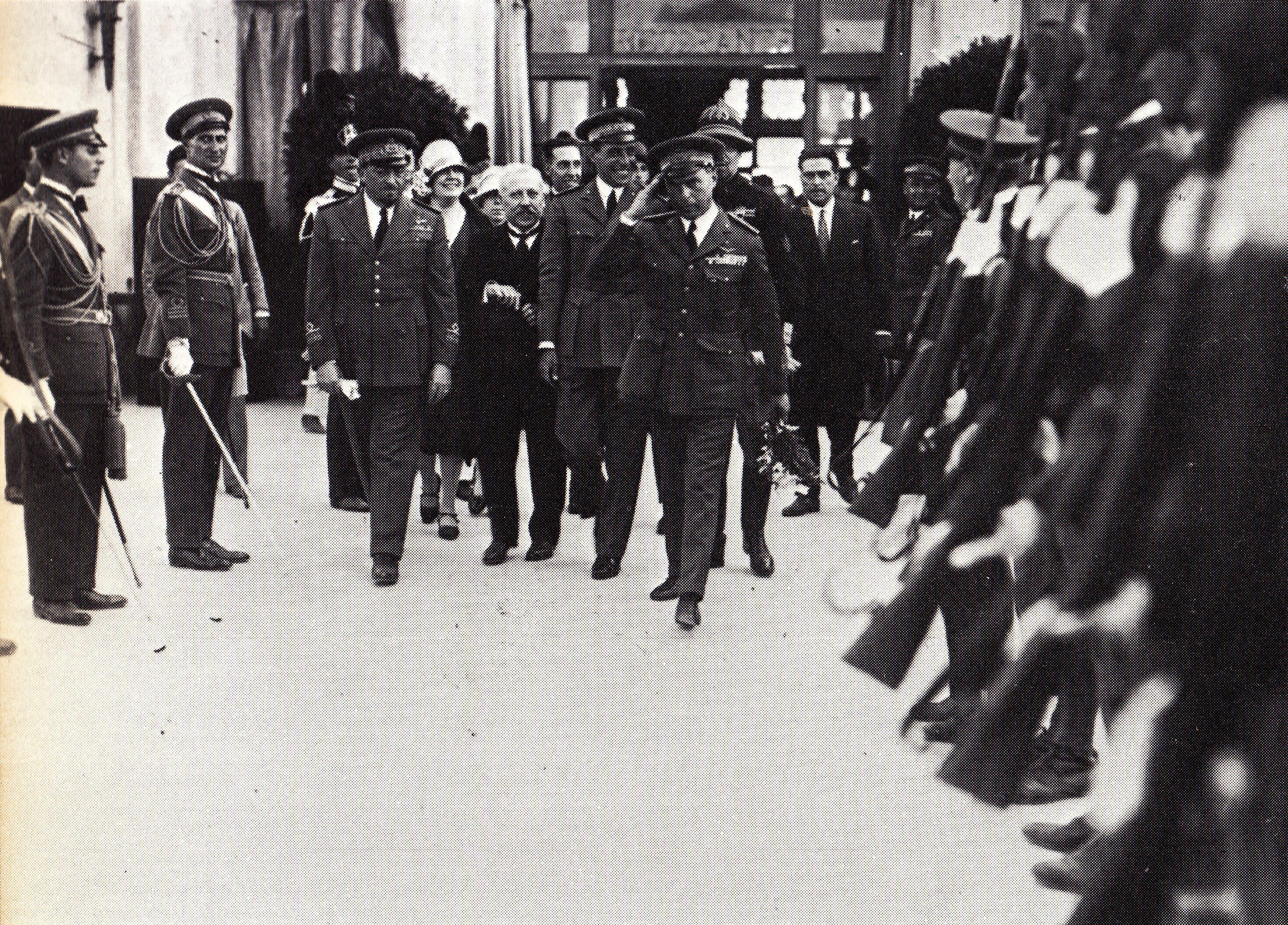
Onori militari a Roma per Zacchetti, de Pinedo e Del Prete, 16 giugno 1927.

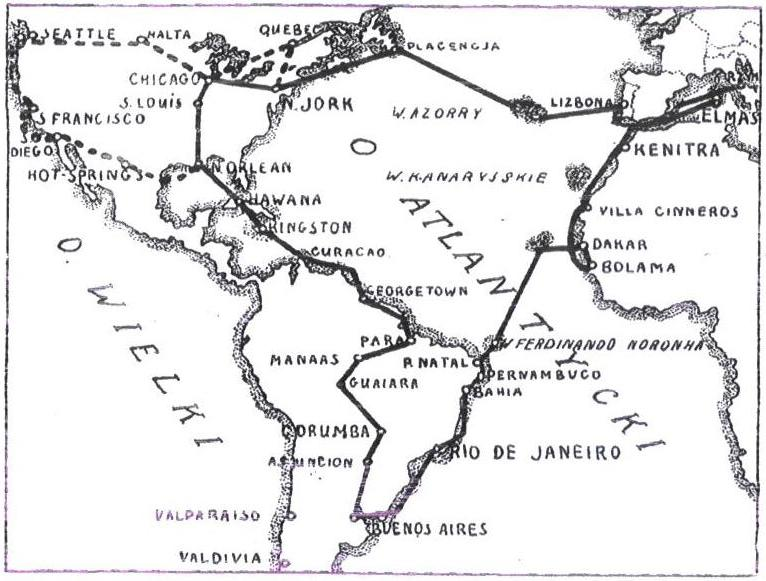
L'itinerario del volo tra le due Americhe.

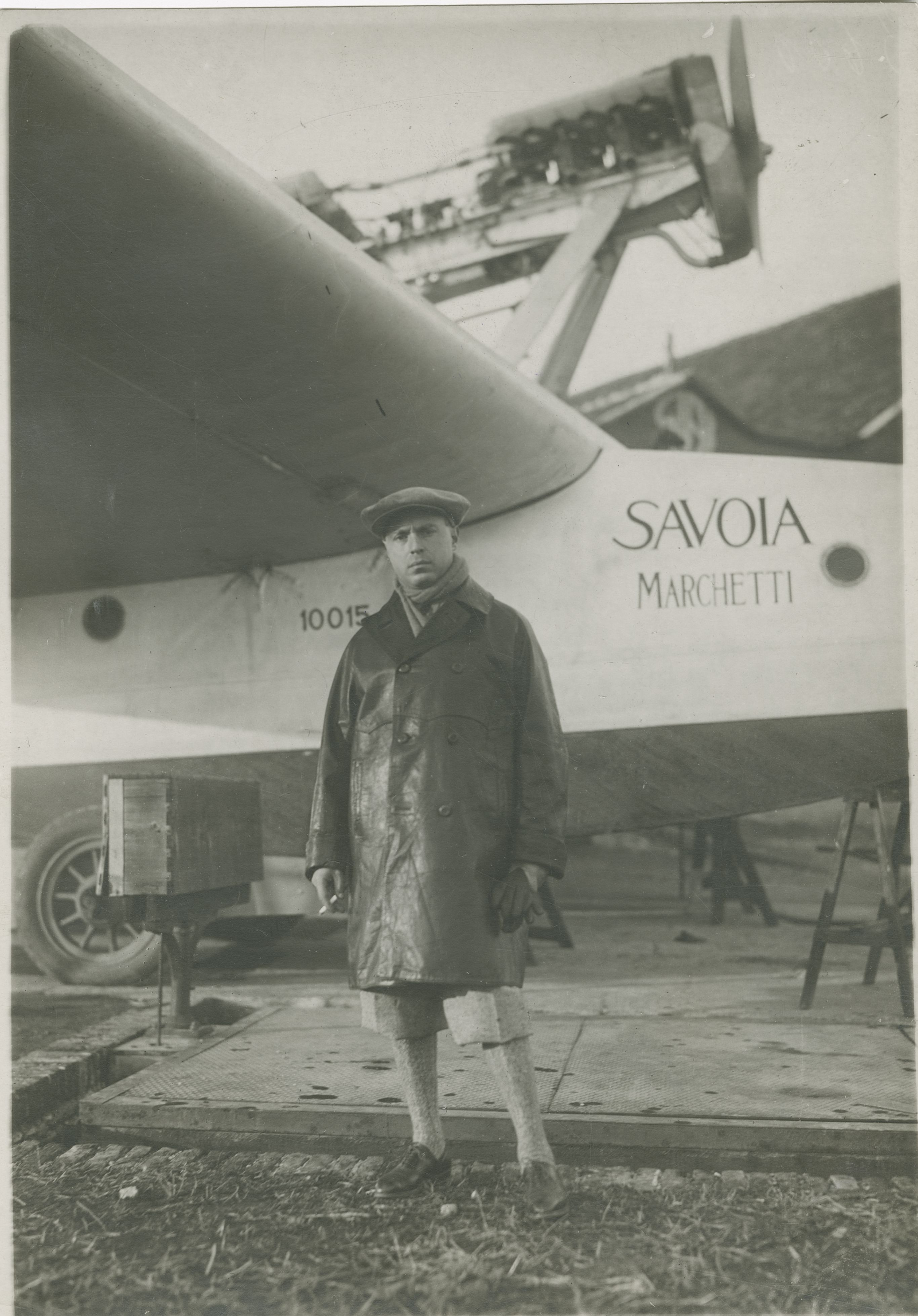
Francesco de Pinedo con il Savoia-Marchetti S.55

L'aviazione è vista con grande attenzione dalla propaganda fascista e Mussolini nomina il giovane ufficiale "Messaggero di italianità" invogliandolo a preparare nuove dimostrazioni delle capacità aviatorie italiane. Prende spunto dall'impresa compiuta nel 1920 da Arturo Ferrarin e Guido Masiero che raggiunsero Tokyo per via aerea partendo da Roma e organizza una trasvolata più impegnativa. Di estrazione marinara, De Pinedo ritiene che per superare grandi distanze si debba ricorrere, a differenza dei pionieri dell'aviazione che l'hanno preceduto, agli idrovolanti. Questi non sono limitati dalla necessità di trovare spazi appositi per decolli ed atterraggi, ma possono utilizzare fiumi e il mare per fare scalo con molta più facilità. La navigazione di conseguenza è più simile a quella navale e in questo la sua esperienza è di aiuto.
A differenza del carattere esuberante dei suoi contemporanei pionieri dell'aviazione, egli è schivo, poco incline alla mondanità e nel contempo meticoloso nella pianificazione delle trasvolate. 
Dopo la crociera del 1919, con tratta Brindisi-Atene-Brindisi, effettuata con due idrovolanti FBA, dal 13 luglio al 4 agosto 1924 in coppia con il motorista Ernesto Campanelli ed a capo di una formazione di tre idrovolanti SIAI S16 bis, guidò la Crociera aerea d'Olanda. Partendo da Sesto Calende (VA) i due aviatori arrivarono ad Amsterdam, con tappe a Zurigo, Magonza, Offenburg, Amsterdam, isola di Texel e ritorno a Roma con ammaraggio finale sul Tevere.
Nel 1925 ancora insieme a Campanelli parte quindi con un idrovolante biplano di scopo militare SIAI S.16ter, privo di carrello terrestre, ribattezzato “Gennariello” dal nome del santo protettore di Napoli, con l'obiettivo di raggiungere l'Australia e ritornare in Italia passando da Tokyo. Il pilota studia attentamente le condizioni meteorologiche che incontrerà sul tragitto, analizza le parti di ricambio che gli serviranno e partendo il 20 aprile da Sesto Calende, sede della Savoia Marchetti, la ditta costruttrice del velivolo, i due aviatori effettuarono una impresa eccezionale per quei tempi: volarono per 370 ore su tre continenti, percorrendo 55000 km prevalentemente sul mare o seguendo il corso di grandi fiumi, sorvolando il Golfo Persico, facendo scalo in India e circumnavigando l'Australia.
[note desunte dal libro F. De Pinedo - Un volo di 55.000 chilometri - Mondadori - rist. 1929]: Il volo si svolse in tre parti: dall'idroscalo Sant'Anna di Sesto Calende fino a Melbourne in 33 tappe per 161:00 ore e 23500 km - fino a Tokio in 22 tappe per 90:30 h e 13500 km - fino a Roma in 25 tappe per 118:30 h e 18000 km. Per l'impresa fu sostituito il motore originale FIAT 4 tempi da 300 hp con un motore Lorraine (4 tempi da 450 hp - 1 850 giri, utilizzato in crociera a 1 400/1 600 giri e 300 hp ca. - 3x4 cilindri in 3 file a doppia W 60°/60° raffreddato ad acqua con radiatore - alesaggio 120 - corsa 180 - cilindrata 24500 cc), modificando per quanto strettamente necessario la struttura di sostegno. Il velivolo, di serie per tutto il rimanente, era privo di servocomandi e di strumentazione radiotelegrafica, e per l'orientamento offriva solo due tipi di bussole magnetiche, una delle quali in precoce avaria, da correggere empiricamente secondo i venti incontrati, grazie all'esperienza ed abilità del pilota, tanto che il viaggio finì col seguire esattamente le rotte previste, percorse comunque quasi esclusivamente nelle ore di luce, nubi e temporali permettendo, fino all'estremo crepuscolo.
Il velivolo, fatto con struttura in legno e copertura delle ali in tela, non era cabinato, ogni spazio interno era destinato a bagaglio minimo (compresi abiti di rappresentanza per le cerimonie pubbliche), provviste e ricambi ("materiali di rispetto") e attrezzi essenziali di riparazione e sopravvivenza (era presente a bordo anche un distillatore ad alambicco a benzina e delle lenze da pesca). il motorista Campanelli, che ebbe ad operare sul motore perfino durante il volo, sedeva a lato del pilota, con doppi comandi, e in caso di intemperie potevano disporre di una sommaria protezione di tela cerata dalla quale emergevano le teste degli aviatori. In queste condizioni l'altitudine era forzatamente contenuta, e portava ad attraversare talora piogge e vento forte. Secondo il favore o no del vento, il velivolo poteva assumere velocità reali dai 100 ai 250 km/h circa (160/180 in calma di vento), ed era dotato di alberatura e velatura d'emergenza, per raggiungere la costa in navigazione a vela (fiocco a prua e timone/deriva laterale mobile sul lato idoneo) in caso di ammaraggio forzato in mare aperto. Le rotte privilegiavano i tratti sotto costa o lungo il corso di grandi fiumi o in mare aperto, compresi vasti tratti sperduti non soggetti ad alcuna rotta navale, luoghi dove potesse quindi ammarare e ripararsi adeguatamente in caso di emergenza, mentre le rotte interne, soprattutto su territori montagnosi, erano percorse solo in caso di necessità (ritardo o penuria di carburante). I rifornimenti di benzina avio, olio e ricambi (compreso un motore nuovo che fu sostituito a Tokio, oltre la metà percorso) furono pianificati e ben organizzati lungo le tappe previste, nonostante i luoghi a volte remoti e mal serviti, e solo in pochi casi fu necessario ricorrere a benzina automobilistica o olio di ricino reperibili sul posto. Oltre alla tempra e alla resistenza personale dimostrata dai due protagonisti, che tra volo e riparazioni e tentativi di ripartenza e doveri social-istituzionali finirono col dormire pochissimo, anche lo scafo si comportò mirabilmente, in termini di robustezza e resistenza agli agenti atmosferici, dando prova della abituale perizia e maestria dei costruttori della SIAI, anche nella scelta e selezione dei materiali legnosi e dei prodotti chimici per i trattamenti ed i rivestimenti.
Durante il volo l'alimentazione era decisamente essenziale, affidata a cibi molto nutrienti e durevoli (uova, marmellate): Si consideri che per una serie di imprevisti e quindi ritardi accumulati all'andata, il raid finì per essere svolto nella stagione meno favorevole quanto a piogge e tifoni tropicali in estremo oriente. Vista l'importanza dei traguardi raggiunti, i due aviatori furono sistematicamente fatti oggetto di accoglienze entusiastiche e di celebrazioni solenni ed incontri con le massime autorità, sia locali che coloniali europee, che in alcune tappe incaricarono perfino gli aviatori italiani di trasportare della posta. Data la natura del velivolo, le fasi di ammaraggio e di decollo erano a volte più critiche del volo stesso, dovendo scontare l'imprevedibilità dei fondali, i capricci delle maree, la penuria d'acqua in certi fiumi, l'affollamento delle imbarcazioni, l'eccessiva esposizione a venti ostili, perfino la difficoltà ad impartire istruzioni ai locali. Spesso il pilota ebbe a che fare col problema costituito da frotte di curiosi che con ogni genere di imbarcazione si avvicinavano pericolosamente alla meraviglia della "macchina volante" mai vista prima di allora, soprattutto in occasione delle ripartenze. Purtroppo la documentazione fotografica fu esigua, poiché subì gli inconvenienti del rapido deterioramento dei materiali, dovuto ai climi torridi. [fine delle note desunte].

La destinazione principale ma non estrema, prefissata era Melbourne in Australia, città che venne raggiunta il 9 giugno in 160 ore di volo coprendo la distanza di 23500 km in cinquanta giorni. Durante il viaggio, l'idrovolante dovette fare fronte a varie difficoltà di navigazione e di approvvigionamento di carburante e lubrificanti, attirando però con l'avvicinarsi alla destinazione, la attenzione degli australiani che tributarono una accoglienza entusiastica ai due italiani lungo il percorso e al loro arrivo, dove furono accolti da 40 000 persone. L'impresa venne molto considerata anche dal punto di vista tecnico, in quanto in precedenza solo due altri aerei australiani avevano percorso il tragitto Londra-Melbourne, impiegandoci però tre mesi uno e otto mesi l'altro. In queste occasioni si evidenziarono tutte le caratteristiche del suo carattere, conteso tra ricevimenti e celebrazioni alle quali partecipava in modo signorile e quasi schivo, rispondendo brevemente alle domande dei giornalisti di tutto il mondo. L'ufficiale arrivò perfino a far richiedere allo stesso Mussolini che si dilungasse maggiormente nei messaggi con i quali comunicava i vari traguardi raggiunti, invito che De Pinedo disattese, continuando a limitarsi a comunicare laconici dati tecnici in stringati telegrammi, costringendo in pratica i vertici militari a Roma a conoscere i dettagli della trasvolata dalla stampa.

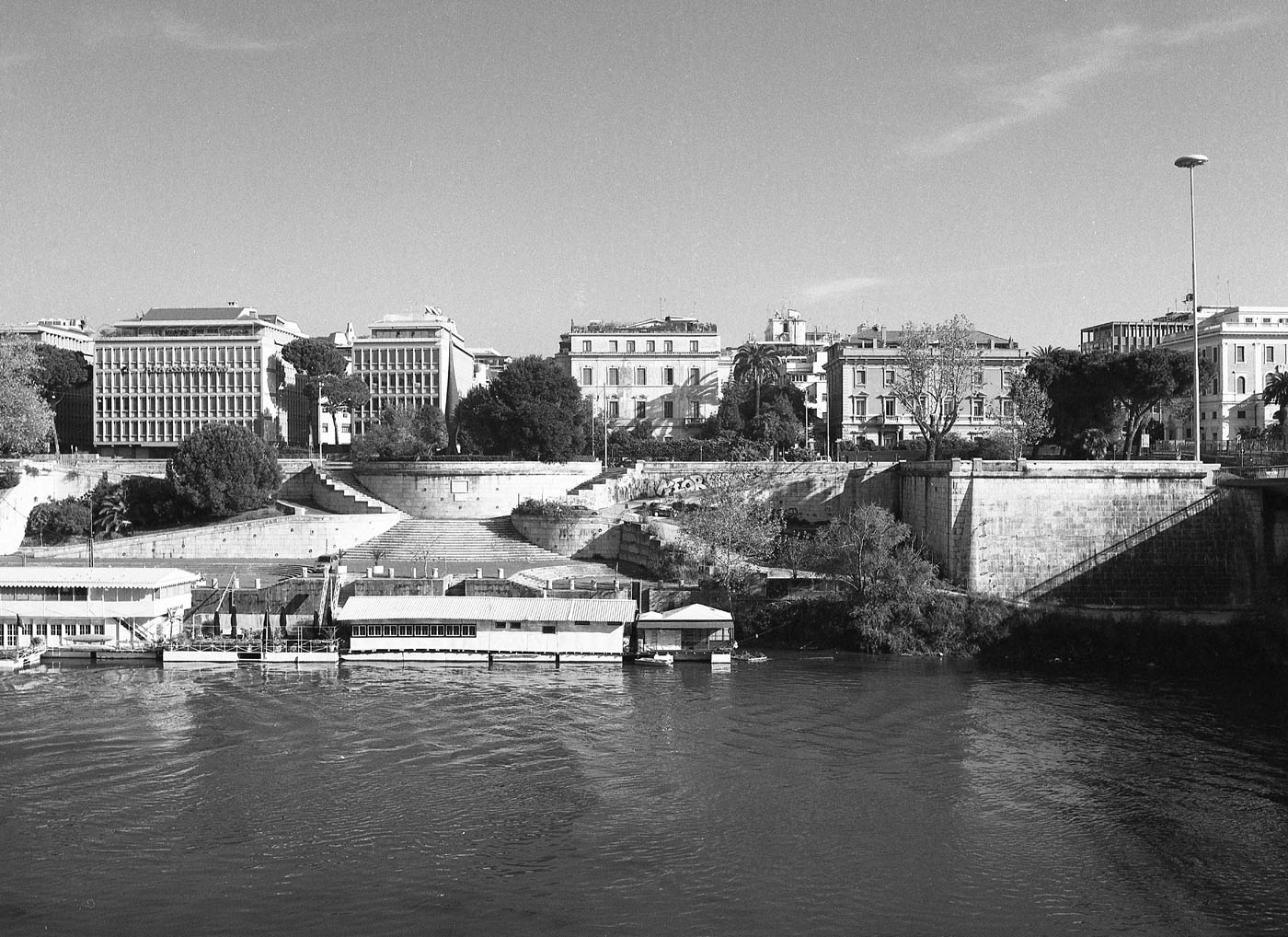
Lo scalo a Roma sulla riva sinistra del Tevere, intitolato a Francesco De Pinedo in ricordo della discesa del trasvolatore nel 1925.

Nel viaggio di ritorno venne fatta tappa estrema a Tokyo, dove venne sostituita l'ala inferiore destra, danneggiata dagli urti con imbarcazioni, ed il motore come già pianificato, inviati via mare. 
Il 7 novembre (purtroppo in ritardo sulla data ipotizzata del 4 novembre, anniversario della Vittoria) il viaggio di ritorno via Shangai-Hong Kong-Hanoi-Saigon-Calcutta-Nuova Delhi-Karachi-Persia-Egeo, si concluse a Roma, ammarando sul Tevere in un tripudio di folla tanto che si arrivò a battezzare il porto fluviale di Roma "scalo De Pinedo". Per la sua impresa venne promosso al grado di colonnello e nominato marchese dal Re d'Italia. Italo Balbo, il potente quadrumviro allora a capo della Regia Aeronautica in qualità di sottosegretario, gli assegnò il soprannome di "il Signore delle distanze". Raccolse le cronache del viaggio nel libro Un volo di 55000 chilometri pubblicato da Mondadori nel 1926 (finito di stampare il 31 maggio 1926) che contiene in appendice molte note tecniche sul velivolo ed il motore utilizzato.
La trasvolata venne poi celebrata nei mosaici bicolori sulla storia del volo nell'allora Collegio aeronautico di Forlì.

### La Crociera delle due Americhe
Per la sua seconda impresa aeronautica egli aveva pensato ad un percorso di 120.000 km che doveva raggiungere 5 continenti e 3 oceani ovvero l'Atlantico, il Pacifico e l'Indiano. L'Alto Commissario dell'Aeronautica che all'epoca era Benito Mussolini, decise di modificare il percorso suggerendone uno a maggiore valenza simbolica: una traversata doppia dell’Atlantico ed un volo sul continente americano per raggiungere le nazioni con numerose comunità di emigrati italiani. A partire dal 13 febbraio 1927, con Carlo Del Prete e il motorista Vitale Zacchetti, effettuò le trasvolate su di un Savoia-Marchetti S.55 denominato "Santa Maria", decollando dall’idroscalo di Cagliari Elmas, e via Isole di Capo Verde raggiunse Brasile e quindi l'Argentina. Decollando poi da Buenos Aires volò all’interno del continente lungo i grandi fiumi, Rio della Plata, Paranà, Guaporè, Rio delle Amazzoni, raggiungendo quindi le piccole Antille.
Attraversato il mar dei Caraibi il Santa Maria, riprese le rotte sulla terra ferma e raggiunse infine l'Arizona. Il 6 aprile, mentre effettuava il rifornimento sul Lago Roosevelt di Salt River, in Arizona, l'aereo prese fuoco e s'inabissò in pochi minuti a causa dell'imprudenza di uno spettatore, che buttò un mozzicone di sigaretta acceso sull’acqua dove si era formato un velo di benzina. Il completamento del raid fu reso possibile grazie all'invio di un altro idrovolante Savoia Marchetti S.55, ribattezzato "Santa Maria II", per via marittima da Genova a New York sul transatlantico Caio Duilio. Il viaggio di ritorno, ricongiungendosi al tragitto iniziale a New Orleans, toccò Memphis, Chicago, alcune località in Canada, Terranova, le isole Azzorre, Lisbona, Barcellona con arrivo finale al Lido di Ostia a Roma ricevuto da Mussolini.

### Capo di stato maggiore
Dal luglio 1927 viene promosso generale di brigata aerea, ed il 31 dicembre diventa comandante della 3ª Zona aerea territoriale venendo trasferito all’Aeroporto di Vigna di Valle. Prese parte, dal 26 maggio al 2 giugno 1928, alla Crociera del Mediterraneo occidentale e, dal 5 al 19 giugno 1929, a quella del Mediterraneo orientale, entrambe volute da Italo Balbo.
Nell'ottobre del 1928, ebbe l'incarico di Sottocapo di stato Maggiore con mansioni di Capo di stato maggiore di tutta la forza armata e dal 28 marzo 1929 diventa generale di divisione aerea. 
A seguito di contrasti con Italo Balbo si dimise dall'incarico il 29 agosto 1929, sostituito da Giuseppe Valle, e fu nominato addetto aeronautico a Buenos Aires, in Argentina fino al 22 settembre 1932 quando lascia volontariamente il servizio attivo.

### La morte
Il 2 settembre 1933, presso il Floyd Bennett Field di New York, de Pinedo si apprestava a intraprendere un volo in solitaria sulla distanza record di 6 300 miglia da New York a Baghdad con un monoplano Bellanca battezzato Santa Lucia; non riuscì tuttavia a decollare per il sovraccarico di carburante e, perso il controllo del velivolo, effettuò una brusca virata per evitare un folto numero di spettatori, urtando così la recinzione della pista e spezzando le ali dell'aereo. Sbalzato fuori dall'abitacolo, il pilota rimase ucciso nel rogo del carburante fuoriuscito nell'impatto.
I funerali si svolsero in forma solenne nella Cattedrale di San Patrizio a New York, quindi la salma fu rimpatriata in Italia con il transatlantico Vulcania e a Roma ricevette nuovamente solenni onoranze nella Basilica di Santa Maria degli Angeli e dei Martiri.
A Francesco De Pinedo sono intitolati l'Istituto Tecnico Aeronautico di Stato di Roma e lo scalo portuale lungo la riva sinistra del Tevere tra ponte Nenni e Ponte Matteotti. Nella sua città natale gli è stata intitolata una strada confinante con l'aeroporto di Napoli-Capodichino. Il portale web dell'Aeronautica Militare dal titolo: I grandi aviatori cita de Pinedo fra le maggiori personalità storiche dell'aviazione italiana; al pilota è intitolata l'isola De Pinedo sul Po e l'oasi naturalistica di cui essa fa parte.

### Filmografia
A de Pinedo il regista Silvio Laurenti Rosa nel 1927 dedicò un film dal titolo: Da Icaro a De Pinedo (Italia Film, Bologna 1927).
Nel 1933, dopo la tragica morte dell'aviatore, l'Istituto Luce realizzò un documentario di montaggio che ricostruiva gli ultimi istanti di vita poco prima del fallito decollo del velivolo Santa Lucia e i successivi funerali, intitolato: Le solenni onoranze funebri all'aviatore De Pinedo (Istituto Nazionale Luce, 1933).

## Onorificenze

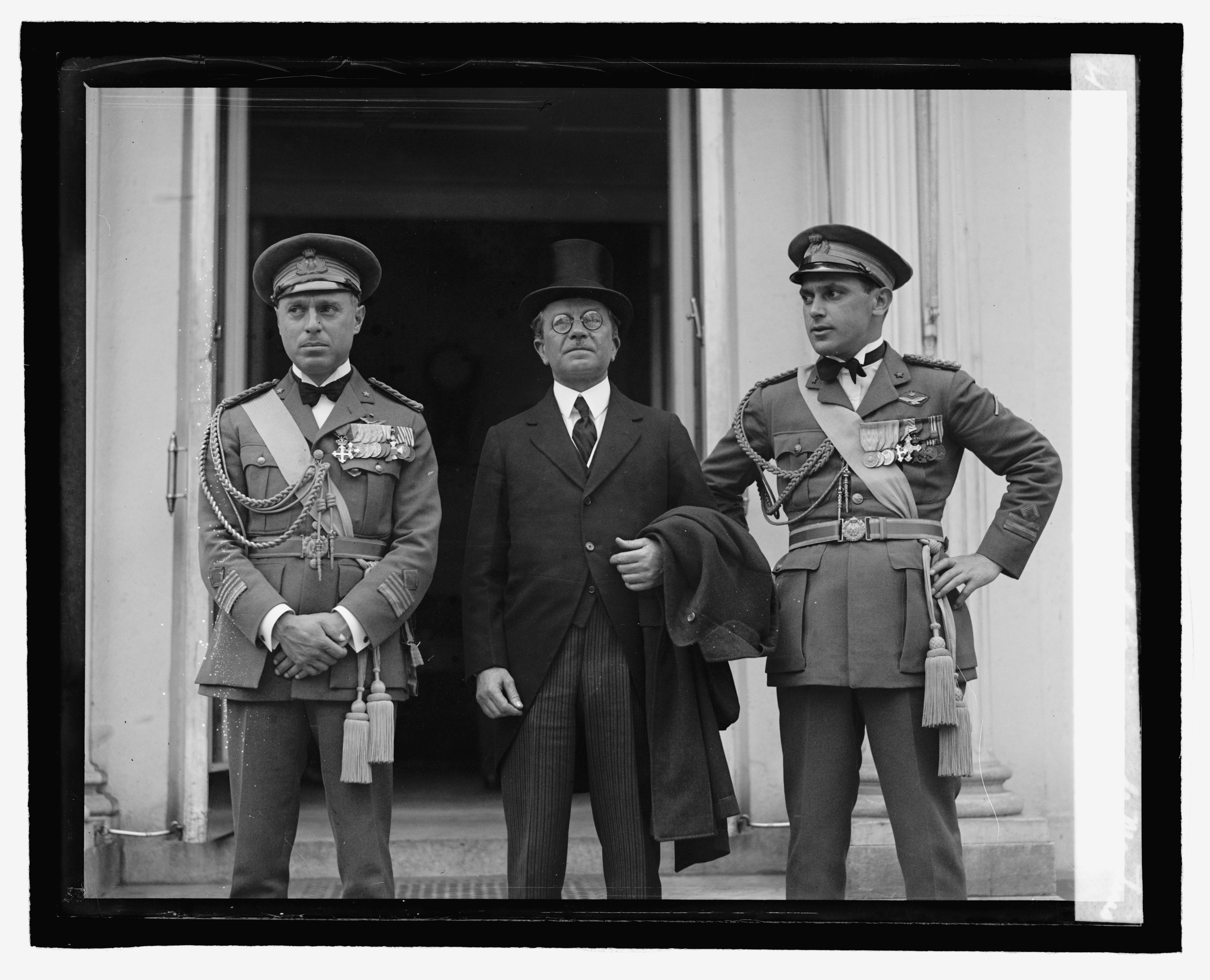
Francesco de Pinedo, il Presidente degli Stati Uniti d'America Calvin Coolidge, e l'addetto aeronautico italiano a Washington Silvio Scaroni.

## Pubblicazioni
- Un volo di 55 mila chilometri, A. Mondadori, Milano, 1926.